# 沙爾達拉區
41°19′12″N 67°50′24″E / 41.32000°N 67.84000°E

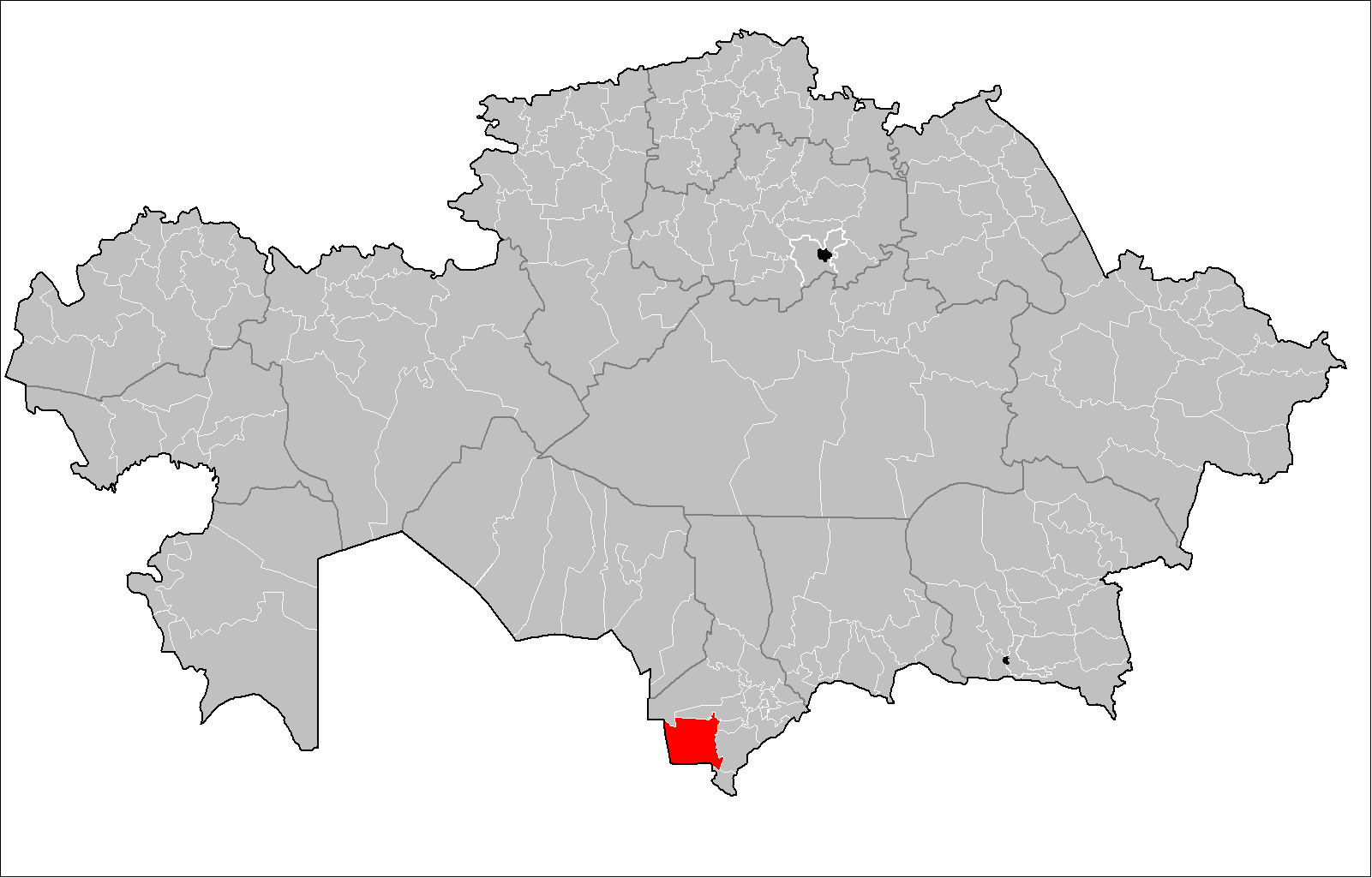

沙爾達拉區是哈薩克斯坦的行政區，位於該國南部，由突厥斯坦州負責管轄，首府設於沙爾達拉，始建於1969年，面積13,000平方公里，2019年人口78,132。